# MFK Tiumén
El MFK Tyumen (del ruso: МФК «Тюмень») es un equipo profesional ruso de fútbol sala con sede en Tiumén. El club fue fundado en 1999 y juega en la Superliga Rusa de Futsal.